# 小田原市消防職員協議会
小田原市消防職員協議会（おだわらししょうぼうしょくいんきょうぎかい、英語：ODAWARA　FIREFIGHTERS　UNION、略称：小消協＝こしょうきょう）は、小田原市消防に所属する消防職員で作る自主組織である。

## 沿革
2014年8月25日に加藤憲一小田原市長に発足宣言を行い、同年9月1日に正式に発足した。9月26日には小田原市消防職員協議会専用ブログを開設し、同年10月1日に隔月でメールで配信される会報誌を作成、翌年の2015年2月28日にはFacebookページも開設し、広報活動にも精力的に力をいれている。神奈川県では川崎市、横浜市、座間市についで4番目の消防職員協議会となる。

## 概要
小田原市消防で続く幹部が引き起こした多くの不祥事や、常態化するハラスメントに対し、これらを撲滅し健全な消防職場を構築することを目的とし、小田原市消防職員有志十数名で神奈川県自治労の協力の下発足をした。小田原市には職員労働組合が無いため、全国的に職労が無い中で消防職員協議会を立ち上げたのは非常に稀である。
2015年2月18日において結成記念式典が開催され、神山洋介衆議院議員や俵鋼太郎小田原市議会議員を招き盛大に行われている。また、結成記念式典の開催に、小田原市消防職員協議会に感銘を受け、相洋高等学校和太鼓部が和太鼓の演奏をし門出を祝っている。
また、小田原市消防職員協議会は結成記念式典やブログにおいて「凛」と「絆」という2文字をキーワードに掲げており、「凛とした消防官を目指し、職員の融和と仲間、家族の絆を大切にし、住民に対し寄与していく」のスローガンのもと職員のスキルアップをはじめ、住民に対し応急救護法など様々なボランティア活動を行っている。
小田原市北条五代観光推進協議会から北条五代PRキャラクターの使用許可も取得しており、北条五代のキャラクターをマスコットキャラクターとし、小田原市の魅力の発信や北条五代を大河ドラマにするＰＲ活動も行っている。

## ボランティア、学習会活動
- 2014年10月28日　小田原市役所けやき通り落ち葉拾いボランティア
- 2014年12月6日　地震防災セミナー
- 2015年3月11、12日　第１回学習会「小田原市消防職員であるために・・・」
- 2015年4月29日　小田原地区メーデー　救護法指導ボランティア
- 2015年5月2、7日　第２回学習会「警戒出場の奥義」
- 2015年5月3日　北条五代祭り武者行列　救護ボランティア
- 2015年5月23日　全国ガールスカウトの日　救護指導、防災指導ボランティア

## 取り組み
小田原市消防職員協議会のブログにおいて2015年6月8日に掲載された「小消協会員に発生したハラスメント事案について」ハラスメント行為が行われたことが問題とされ、小田原市の「小田原市職場におけるハラスメントの防止等に関する要綱」に基づき、ハラスメントの通報窓口である小田原市職員課に協議会として正式に通報された。
記事によると、同一加害者からの女子職員（妊婦）へのセクハラや、職員に対しての暴行が発覚し、会員以外にも多くの被害者が被害を訴えていることが判明している。
その後、ブログの記事では、このハラスメント問題を度々取り上げ、2015年6月23日の小田原市議会において鈴木美伸市議会議員が小消協ブログに書かれているハラスメント問題を質問で取り上げたが、武松忠小田原市議長に質問を制され、明確な回答は市からは出ていない。また、鈴木美伸市議会議員のハラスメントに関する質問の際に、議会から野次が飛んだことで、2014年6月18日に発生した東京都議会やじ問題をブログ紹介し、公正さが守られ民主的に進めて行くはずの小田原市議会に対し「大変残念だ」との記事を掲載している。

## 支援者、支援団体
- 神山洋介（衆議院議員）
- 俵鋼太郎（小田原市議会議員）
- 鈴木美伸（小田原市議会議員）
- 自治労神奈川県本部
- 全国消防職員協議会
- 関東甲消防職員協議会
- 神奈川県消防職員協議会
- 小田原・足柄地域連合
- 南足柄市職員労働組合